# Соловьёвка (Оренбургская область)
Соловьёвка — посёлок в Оренбургском районе Оренбургской области. Административный центр Соловьёвского сельсовета.

## География
Посёлок расположен недалеко от районного центра — Оренбурга.
Часовой пояс
Посёлок Соловьёвка как и вся Оренбургская область, находится в часовой зоне МСК+2. Смещение применяемого времени относительно UTC составляет +5:00.

## Топоним
Название посёлка - от фамилии.

## Население
| 2010 | 2012 | 2013 | 2014 | 2015 | 2016 | 2017 |
| ---- | ---- | ---- | ---- | ---- | ---- | ---- |
| 722  | ↗735 | ↗747 | ↗756 | ↗778 | ↗803 | ↘790 |
| 2018 | 2019 | 2020 | 2021 |      |      |      |
| ↘788 | ↘773 | ↘761 | ↘756 |      |      |      |